# Astor (rivière)
Pour les articles homonymes, voir Astor.
L'Astor est une rivière pakistanaise d'une longueur de 120 km située dans la région du Gilgit-Baltistan, elle draine le parc national de Deosai (en). Elle prend sa source au col de Burzil (en) et se jette dans l'Indus par la Gilgit.

## Source de la traduction
- (de) Cet article est partiellement ou en totalité issu de l’article de Wikipédia en allemand intitulé « Astor (Fluss) » (voir la liste des auteurs).